# 第二回在日宣教師会議
第二回在日宣教師会議（だいにかい ざいにちせんきょうしかいぎ、英語：General Convention of the Protestant Missionaries in Japan）は、1883年4月16日から4月21日までの5日間、大阪市の川口で開催された、日本在住の外国人宣教師らによる会議。通称として大阪宣教師会議、また在日プロテスタント宣教師協議会とも訳される。
第一回に引き続き、J・C・ヘボンが議長を務め、各派から106名の宣教師が参加して、親睦を図り、伝道をみぐる共通課題について意見交換をした。「現地教会の自給」というメインテーマで開催され、諸宗教のキリスト教への影響、キリスト教教育、医療伝道を話し合った。
新潟で医療伝道を続けていたスコットランド一致長老教会の医療宣教師セオボールド・パームは「医療伝道の位置」というテーマで講演を行った。
4日目の4月19日には「教会の自給」について議論された。その夜の集会に日本組合基督教会の金森通倫と沢山保羅が招かれて演説した。

## 主な参加者
- ジェームス・カーティス・ヘボン
- セオボールド・パーム
- グイド・フルベッキ